# Dany Ryser
Dany Ryser (* 25. April 1957 in Neuchâtel) ist Trainer beim Schweizerischen Fussballverband und ehemaliger Trainer der Schweizer U-17-Fussball-Nationalmannschaft.

## Leben
Die UEFA-Pro-Lizenz als Trainer besitzt Ryser seit 1. November 1986. Seit 1997 ist Ryser beim SFV tätig. Zuvor schaffte er mit dem FC Biel-Bienne den Wiederaufstieg in die 1. Liga.
Am 15. November 2009 gewann sein Team in der nigerianischen Hauptstadt Abuja die U-17-Weltmeisterschaft. Dies war sein zwölftes und letztes Spiel mit der Mannschaft, die er seit Juli 2009 betreute. Im Januar 2010 übernahm Claude Ryf die Betreuung einer neuen U-17-Juniorenauswahl. Ryser betreut stattdessen seit Januar 2010 die Schweizer U-15-Fussball-Nationalmannschaft. 2010 wurde er zum Schweizer Fussballtrainer des Jahres gewählt.
Per 1. April 2015 liess er sich vorzeitig als Chef Auswahlen des SFV pensionieren.